# ثماني فلورو حلقي البوتان
ثماني فلورو حلقي البوتان عبارة عن مركب كيميائي ينتمي لمجموعة مركبات الفلور العضوية وله الصيغة C4F8. ينتج المركب نتيجة تبديل كل روابط C–H في مركب حلقي البوتان بروابط C-F.

## الخصائص
مركب ثماني فلورو حلقي البوتان عبارة عن غاز عديم اللون وغير قابل للاشتعال، وقليل الانحلال في الماء. تبلغ درجة الحرارة الحرجة له مقدار 115.32 °س في حين أن الضغط الحرج له هو 27.8 بار، أما الكثافة الحرجة فهي 0.62 كغ/ل. إن النقطة الثلاثية لهذا المركب هي عند −40.2 °س و0.191 بار.

## الإنتاج
ينتج مركب ثماني فلورو حلقي البوتان من تفاعل ديمرة مركب رباعي فلورو الإيثيلين ثم إجراء عملية ازدواج اختزالي لمركب 2،1-ثنائي كلورو رباعي فلورو الإيثان.
كما ينتج من تفاعل الفلورة الكاملة لملاكب حلقي البوتان بغاز الفلور:
C4H8 + 8F2 → C4F8 + 8HF

## الاستعمالات
يستعمل غاز ثماني فلورو حلقي البوتان في تنميش الدارات الإلكترونية في صناعة أنصاف النواقل. اقترح استعمال مركب
C4F8 في مجال التبريد لاحتياجات مخصصة، وذلك كبديل لمركبات كلوروفلوروكربون المسببة لنضوب الأوزون.
اقترح أيضاً استعماله كبديل محتمل لمركب سداسي فلوريد الكبريت المستخدم كغاز عازل كهربائي في مجال الجهد العالي.

## اقرأ أيضاً
- كلورو خماسي فلورو الإيثان
- كلورو ثنائي فلورو الميثان
- 1-كلورو-1،1-ثنائي فلورو الإيثان
- 2،1-ثنائي كلورو رباعي فلورو الإيثان